# Heftung
Eine Heftung ist eine Befestigung, im engeren Sinne insbesondere eine, die nähend erfolgt. Das zugrundeliegende Verb heften ist im Deutschen bereits im Althochdeutschen des 8. Jahrhunderts belegt. Das Verb ist ein Faktitivum zum ebenfalls seit dem Althochdeutschen verwendeten Adjektiv haft „gefangen, gebunden“. Eine chirurgische Naht wurde im Mittelalter als Haft und das Nähen einer Wunde als Heften bezeichnet.
Der Begriff der Heftung als eine (nur) punktförmige Verbindung findet sich neben dem Nähen beispielsweise auch beim Fixieren von Metallteilen durch einzelne Schweißpunkte. Punktuelle Verbindungen liefern auch die Heftklammer und die Heftzwecke (Reißzwecke). 
Das Heften von Büchern geschah ursprünglich, ähnlich wie beim Nähen, durch einen Heftfaden oder durch Heftgarn. In diesem Zusammenhang ist die Heftnadel die Nadel eines Buchbinders. Diese Heftung wird auch heute noch eingesetzt und heißt Fadenheftung. Der Begriff Heft in der Bedeutung „Schreibheft“ entstand im 16. Jahrhundert als Rückbildung zu heften und bedeutet insofern „das Geheftete“. Der Heftrand ist ein freigelassener Rand bei Brief- und Druckbögen.

## Abheften
Ein Hefter beziehungsweise eine Heftmappe ist eine Ablagemappe für Schriftstücke (Papier). Von Ausnahmen abgesehen (vgl. Badische Aktenheftung) werden heute zur Ablage Aktenordner, Hängeordner oder Schnellhefter verwendet. Beim Abheften von Dokumenten wird unterschieden zwischen:
- kaufmännische Heftung: Das aktuelle Schriftstück liegt obenauf und die älteren Schriftstücke folgen chronologisch darunter.
- Amts- oder Behördenheftung: Das älteste Schriftstück oben, die neusten Schriftstücke werden ans Ende der Akte geheftet.[4]
- Eine Sonderform ist das Schuppen von Dokumenten, bei der Dokumentenseiten zusammenhängend gestempelt werden, um Manipulationen zu erschweren. Keine Heftung im eigentlichen Sinn, sondern eine Sonderform der Bindung ist die Badische Aktenheftung oder Badische Lochung, die Dokumentenseiten ebenfalls mittels einer Aktenschnur verbindet und so Manipulationen erschweren soll.

## Heften

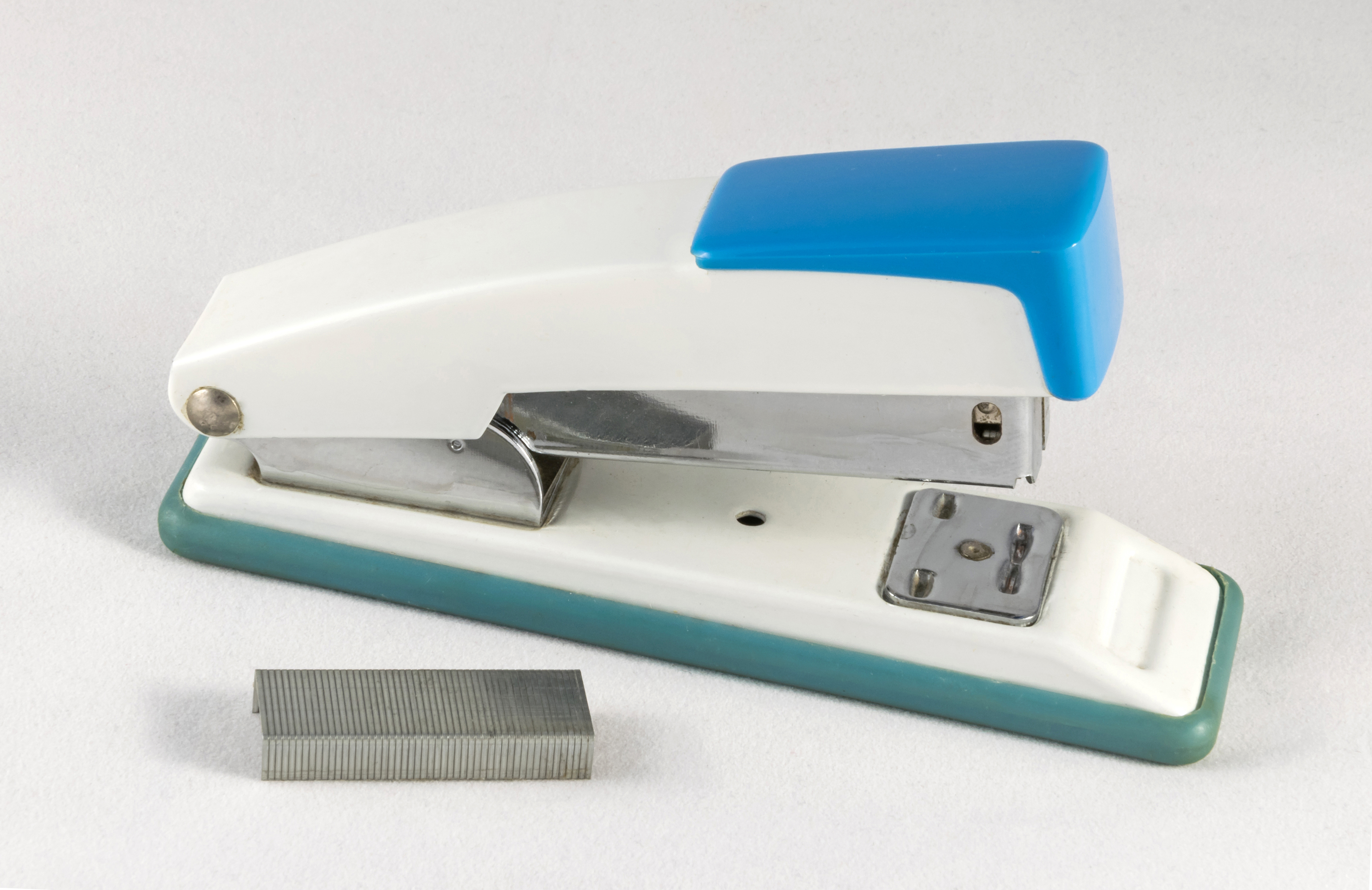
Büroheftapparat

Beim Heften wird die meist U-förmige Heftklammer an den beiden Schenkeln so umgebogen, dass diese in etwa parallel zum Klammernrücken zum Liegen kommen. Je nach Heftmethode stehen die Klammernschenkel dabei halbkreisförmig ab oder liegen flach an.
Die beiden Klammernschenkel umfassen dadurch das Heftgut, wie z. B. Papier, Pappe, Leder etc. Es sind Durchgehende Heftungen sowie auch Blindheftungen bekannt. Bei der Durchgehenden Heftung wird die Klammer außerhalb, bei der Blindheftung innerhalb des Heftgutes umgelegt. Blindheftung wird beim Heften von Kartonagen durchgeführt.
Die Klammernumbiegung erfolgt meist auf einem Heftamboss oder durch sogenannte Umbiegegreifer. Bekannt sind auch entsprechend vorgeformte Heftklammern, die sich selbsttätig umbiegen, sobald mit einem Treiber die Verformung durchgeführt wird.
Bei Heftklammern sind unterschiedliche Größen üblich.
Neben der Klammerhaftung existiert zudem die Ösenheftung. Hier werden die zu verbindenden Schriftstücke gelocht und eine Metallöse eingesetzt deren Ränder im Heftgut verpresst werden. Ösenheftgeräte arbeiten mit separater Lochung und „Ösung“ oder in einem kompletten Arbeitsgang.
Ösenheftungen können kaum ohne Beschädigung des Heftgutes geöffnet werden. Die Öse ist geeignet einen Faden mit Siegel aufzunehmen. Ösenheftungen werden von Ämtern, Behörden, Rechtsanwälten und Notaren bevorzugt, wenn Schriftstücke zu einer Einheit zusammengefasst werden sollen.
Unabhängig davon, ob Klammern oder Ösen verwendet werden, sollen Schriftstücke an den oberen linken, nach hinten umgelegten Ecken geheftet werden. Dies verstärkt die Heftung und ermöglicht ein leichtes Umlegen der Seiten beim Studium des Schriftstückes nach Entnahme aus einem Hefter oder Ordner.
Heften steht im Gegensatz zum Nageln oder Tackern. Beim Nageln oder Tackern wird die Heftklammer ungebogen ins Material gedrückt oder geschossen und bleibt dort U-förmig stecken. Diese Methode wird hauptsächlich dazu verwendet, um Materialien anzunageln oder Holz oder dergleichen miteinander zu verbinden.